# Windows Package Manager
Windows Package Manager (также известный как winget) — это бесплатный менеджер пакетов с открытым исходным кодом, разработанный Microsoft для Windows 10 и Windows 11. Он состоит из утилиты командной строки и набора служб для установки приложений. Независимые поставщики программного обеспечения могут использовать его в качестве канала распространения своих пакетов.

## История
Windows Package Manager был анонсирован на конференции разработчиков Microsoft Build в мае 2020 года.
Прежде чем принять решение о разработке Windows Package Manager, команда, стоящая за ним, изучила Chocolatey, Scoop, Ninite, AppGet, Npackd и OneGet на основе PowerShell.После анонса winget разработчик AppGet Кейван Бейги заявил, что Microsoft взяла у него интервью в декабре 2019 года под предлогом трудоустройства и приобретения AppGet.После разговора с Бейги Microsoft якобы прекратила с ним общение до тех пор, пока за день до запуска winget не подтвердила, что они не будут его нанимать. Бейги был встревожен отсутствием у Microsoft атрибуции AppGet. Выпуск winget заставил Beigi объявить, что AppGet будет прекращен в августе 2020. Microsoft ответила сообщением в блоге, в котором приписала AppGet ряд функций winget.
27 мая 2021 года была выпущена версия 1.0. На тот момент репозиторий сообщества Microsoft включал более 1400 пакетов.

## Обзор
Инструмент winget поддерживает установщики на основе EXE, MSIX и MSI.В общедоступном репозитории сообщества Windows Package Manager хранятся файлы манифеста для поддерживаемых приложений в формате YAML.В сентябре 2020 года Microsoft добавила возможность установки приложений из Microsoft Store и функцию автозаполнения команд.
Чтобы снизить вероятность попадания вредоносного программного обеспечения в репозиторий и на целевую машину, диспетчер пакетов Windows использует Microsoft SmartScreen, статический анализ, проверку хэша SHA256 и другие процессы.
Исходный код клиента winget и репозиторий манифеста сообщества лицензированы по лицензии MIT и размещены на GitHub.

### Команды
| Имя       | Описание                                                      |
| --------- | ------------------------------------------------------------- |
| export    | Экспортирует список установленных пакетов                     |
| features  | Показывает состояние экспериментальных компонентов            |
| hash      | Вспомогательное приложение для хэширования файлов установщика |
| import    | Устанавливает все пакеты в файле                              |
| install   | Установка указанного пакета                                   |
| list      | Отображать установленные пакеты                               |
| show      | Показывает сведения о пакете                                  |
| search    | Поиск и отображение базовых сведений о пакетах                |
| settings  | Открыть параметры или настроить параметры администратора      |
| source    | Управление источниками пакетов                                |
| upgrade   | Отображает и выполняет доступные обновления                   |
| uninstall | Удаление указанного пакета                                    |
| validate  | Проверка файла манифеста                                      |

## Пример
В следующем примере выполняется поиск с точным совпадением и установка пакета по ID из переменной $PKG_ID: 
```
winget
 
install
 
-
-id
=
$PKG_ID
 
-e

```

### Примеры идентификаторов пакетов
- Visual Studio Code, редактор кода от Microsoft: Microsoft.VisualStudioCode
- Google Chrome: Google.Chrome
- Mozilla Firefox: Mozilla.Firefox
- Brave: BraveSoftware.BraveBrowser
- Vivaldi: VivaldiTechnologies.Vivaldi